# Улица Мусы Джалиля (Казань)
Улица Мусы Джалиля (тат. Муса Җәлил урамы, Musa Cälil uramı) — улица в историческом центре Казани. Названа в честь татарского поэта Мусы Джалиля.

## География
Улица начинается от Лебедевского моста через Булак, пересекает улицы Право-Булачная, Островского, Баумана, Профсоюзная, Рахматуллина, Кремлёвская, и заканчивается пересечением с улицей Дзержинского у парка «Черное озеро». В промежутке между улицами Баумана и Кремлёвской улицей улица поднимается в гору, после Кремлёвской улицы — спускается.
Ближайшие параллельные улицы: Чернышевского и Кави Наджми.

## История
Местность, занимаемая улицей была занята городом со времён Казанского ханства, и входила в состав Казанского посада. Своё современное направление она получила в конце XVIII века, когда был составлен и утверждён первый регулярный план города. В конце XVIII века часть улицы, примыкавшая к Булаку, была застроена преимущественно деревянными домами, а часть улицы, примыкавшая к Чёрному озеру — каменными. К началу второй половины XIX века улица стала полностью каменной.
Часть современной улицы от Булака до пересечения с Кремлёвской улицей называлась Петропавловской улицей, по одноимённому собору; оставшаяся же небольшая часть имела название Акчуринский переулок. Обе улицы административно относились к 1-й полицейской части.
23 сентября 1924 года улица была объединена с Акчуринским переулком в Банковскую улицу, а 13 февраля 1956 года названа современным именем. После введения районного деления в Казани относилась к Бауманскому району, а после его упразднения — к Вахитовскому району.

## Примечательные объекты
- № 2/35 — офисно-деловой центр «Булак».[17]
- № 3 — здание Купеческого банка[тат.].[18]
- № 5 — здание банка[тат.] (конец XIX — начало XX вв.).[19] Во время немецко-советской войны в здании располагался эвакуационный госпиталь № 2781.[20]
- № 6/1 — дом Промышленности (1946—1949 гг., арх. Рашид Муртазин[тат.]).[21]
- № 7 — здание Волжско-Камского банка[тат.] (1845 г., перестроено в 1901 г.).[22]
- № 8/44 — культурно-развлекательный комплекс «Родина».[23]
- № 9/42 — дом Шарова (1836—1838 гг., арх. Фома Петонди).[24]
- № 11/12 — торговый павильон Хлебного базара (1796 г., Василий Кафтырев).[25]
- перекрёсток с улицей Баумана — памятник казанскому коту (2009).[26]
- № 16/5 — дом, в котором родился и жил Н. Э. Бауман[тат.].[27]
- № 18/2 — лицей имени Н. И. Лобачевского при КФУ (ранее в здании находилась Мариинская женская гимназия).
- № 19/3 — дом Михляева—Дряблова (XVII в.).[28] В 1915 году в этом доме была открыта первая городская биржа труда.[29]
- № 21/19 — дом причта.[30]
- № 21 — Петропавловский собор.[31]
- № 22/17 — Александровский пассаж.[32]
- № 25/15 — дом Акчурина

## Известные жители
- В разные времена на улице проживали физиолог Григорий Гумилевский,[33] купец и деятель черносотенного движения Андрей Кукарников,[34] математик Борис Лаптев,[35], педагог и переводчица Хадича Ахмерова[тат.],[35], генерал-лейтенант Владимир Занфиров,[35] министр культуры Татарской АССР Хаджи Рахматуллин.[36]

## Транспорт
- Непосредственно по улице общественный транспорт не ходит, однако в дореволюционное время по участку улицы между пересечениями с Кремлёвской и Дзержинского проходила вспомогательная трамвайная ветка.[37] Ближайшие автобусные остановки находятся на Право-Булачной улице. Ближайшая станция метро — «Кремлёвская».

### Комментарии
1. ↑  арабица: موسا جەلىل ئورامىٰ, яналиф: Musa Çəlil uramь
2. ↑  в конце XIX века её предлагалось переименовать в Михляевскую.[7]
3. ↑  название на татарском языке — Питырпавлыфски урам[8]